# لا ماژور
لا ماژور (انگلیسی: A major) با مخفف (A) تنالیته‌ ایست بر پایه نت «لا» و فواصل آن بر اساس گام ماژور است.

## تعریف
گام لا ماژور از نت‌های لا، سی، دو دیز، ر، می، فا دیز و سل دیز تشکیل شده و علامت «سرکلید» آن شامل ۳ «دیز» است.
تنالیته همسایه آن فا دیز مینور و تنالیته موازی آن لا مینور است.

## آثار در لا ماژور
گرچه این تنالیته در ادبیات سمفونیک متداول‌تر از تنالیته‌ای دارای تعداد بیشتر دیز است، سمفونی‌های نوشته شده در این تنالیته کمتر از سل ماژور یا ر ماژور هستند. سمفونی شماره ۷ اثر بتهوون، سمفونی شماره ۶ بروکنر و سمفونی شماره ۴ اثر  فلیکس مندلسون سمفونی‌های لا ماژور دوره رمانتیک را شامل می‌شوند. کنسرتو کلارینت و کوینتت کلارینت موتسارت هر دو در لا ماژور هستند و به‌طور کلی موتسارت علاقه داشت بیشتر از تنالیته لا ماژور برای کلارینت استفاده کند در کنار گام‌های بمل‌دار.
لا ماژور در موسیقی مجلسی بیشتر مورد استفاده قرار می‌گیرد. یوهانس برامس و سزار فرانک سونات‌های لا ماژوری برای ویلن نوشته‌اند.
کریستین فردریش دانیل شوبرت معتقد بود لا ماژور تنالیته‌ای مناسب برای بیان عشق معصومانه، امید دیدار دوباره معشوق هنگام سفر کردن، طراوت جوانی و اعتماد به خدا است.